# Championnats d'Afrique d'aviron 1993
Navigation
Édition suivante
Les championnats d'Afrique d'aviron 1993, première édition des championnats d'Afrique d'aviron, ont lieu en décembre 1993 au Caire, en Égypte. Trois nations participent à la compétition : l'Afrique du Sud, l'Égypte et le Zimbabwe.

## Médaillés seniors

### Hommes
Parmi les médaillés, on compte :
- Ali Ibrahim (EGY), médaillé de bronze en skiff ;
- Essam Zakaria et Ahmed Fathy (EGY), médaillés d'or en deux de couple ;
- Mohamed Hassan Sayed, Mohamed Ahmed et Mohamed Abdel Razik (EGY), médaillés d'or en deux avec barreur ;
- Fathy Saleh, Abdel Mohsen Ibrahim, Hamdy El Kot, Shams Ahmed Hamed et Mohamed Abdel Razik (EGY), médaillés d'or en quatre avec barreur;
- Fathy Saleh, Abdel Mohsen Ibrahim, Hamdy El Kot, Shams Ahmed Hamed, Tarek Hamed, Adel Ahmed, Tarek Abdel Hamid, El Atik Mohamed et Ismail Megahed Ismail (EGY), médaillés d'or en huit.

### Femmes
Parmi les médaillées, on compte :
- Rasha Fathy Ghoneim (EGY), médaillée de bronze en skiff ;
- Dalia Mohamed Hussein et Dalia Mahmoud Sayed (EGY), médaillées de bronze en deux de couple ;
- Yara Ahmed Abdullah, Yasmine Adel Hussein, Amira Saad Badran, Samia Saad Badran et Shaymaa Ahmed Ibrahim (EGY), médaillées de bronze en quatre avec barreur.

## Médaillés juniors

### Hommes
Parmi les médaillés, on compte :
- Mohamed Sayed El Sayed (EGY), médaillé d'or en skiff ;
- Hany Galal El Sayed, Tarek Eid Omar, Mohamed Moustafa Abdel Kafy, Mohamed Ahmed El Khoudery et Emad Aly Attia  (EGY), médaillés de bronze en quatre avec barreur.

### Femmes
Parmi les médaillées, on compte :
- Eman El Zouk  Hassan (EGY), médaillée de bronze en skiff ;
- Reham Mohamed Okasha (EGY) et  Eman El Zouk  Hassan (EGY), médaillés de bronze en deux de couple.